# Trešnjevka

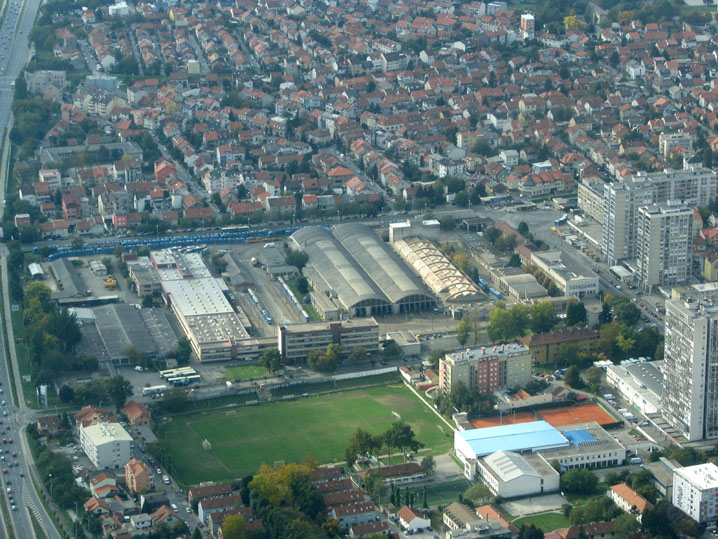
Spårvagnshallarna i Trešnjevka sedda från luften.

Trešnjevka är en tidigare kommun och ett centralt område eller del av Zagreb i Kroatien. Området är sedan 1999 administrativt uppdelat i två delar; Trešnjevka-norr och Trešnjevka-syd.   

## Historia
1766 omnämns Trešnjevka för första gången i Kneidingers stadsplaneringsplan. Vid den tiden fanns det ingen bebyggelse i området som uppkallades efter de körsbär (trešnje) som växte på betesmarkerna.

## Byggnader, anläggningar och faciliteter (urval)
- Cibonas torn
- Dražen Petrović basketcenter
- Dom športova
- Jarun

### Fotnoter
1. ↑  Zgportal.com (kroatiska)